# Storia della televisione

Il primo televisore italiano SAFAR (1936, da L'Illustrazione Italiana)

La storia della televisione inizia a partire dalla fine del XIX secolo.

## Il XIX secolo e i primi esperimenti
La ricerca iniziò nel 1877 dopo che i fratelli Siemens proposero "l'occhio elettrico artificiale", basato sull'uso delle proprietà fotosensibili del selenio. Quasi contemporaneamente Adriano de Paiva, Constantin Senlecq, George R. Carey e Carlo Mario Perosino, proposero soluzioni per catturare e trasmettere immagini utilizzando le proprietà del selenio.
Diversi sistemi di analisi delle immagini furono proposti negli anni 1880, i due principali erano il disco di Nipkow (1884) e la ruota con specchi proposta già nel 1882 da L. B. Atkinson e teorizzata nel 1889 da Lazare Weiller.

## La televisione elettromeccanica
Nel 1925 l'inventore britannico John Logie Baird trovò un modo per trasmettere immagini in movimento, le immagini rappresentavano delle silhouette, cioè avevano solo la doppia tonalità di grigi. Egli il 2 ottobre riuscì a realizzare anche la trasmissione a distanza di tali immagini con una vasta gamma di grigi, quella che normalmente viene chiamata televisione in bianco e nero. La trasmissione avvenne dal suo laboratorio alla stanza di fianco, si trattava della ripresa del viso di un giovane (William Taynton, il suo fattorino) che si era offerto per elaborare l'esperimento. La risoluzione verticale dell'immagine televisiva era di 30 linee e la frequenza delle immagini era di 5 immagini al secondo. La disponibilità di meccanismi di amplificazione dei segnali elettrici permise all'inventore scozzese di costruire nello stesso anno il primo prototipo realmente funzionante di televisore. Si trattava di un apparato elettromeccanico in quanto la scansione delle immagini avveniva tramite un disco di Nipkow. Il 26 gennaio 1926 Baird effettuò con successo quella che viene ritenuta la prima vera dimostrazione pubblica di trasmissione televisiva senza fili, di fronte a qualche decina di scienziati della Royal Institution e giornalisti invitati per l'occasione.
Il 26 gennaio 1926 Baird diede una nuova dimostrazione pubblica di televisione nel suo laboratorio di Londra ai membri della Royal Institution e alla stampa, appositamente convenuti. Nel 1927 trasmise la televisione da Londra a Glasgow (705 km di distanza) attraverso una normale linea telefonica in cavo. Nel 1928 realizzò la prima trasmissione televisiva transoceanica, che fu un grande traguardo, da Londra a New York. Sempre nel 1928 riuscì a trasmettere le prime immagini a colori. La televisione di Baird fu in seguito definita televisione elettromeccanica perché l'apparecchio di ripresa delle immagini e quello di visione si basavano su un dispositivo elettromeccanico inventato il 24 dicembre 1883 da Paul Gottlieb Nipkow; il disco di Nipkow. Fu definita elettromeccanica per differenziarla dalla televisione elettronica inventata negli anni seguenti e tuttora utilizzata. La televisione elettromeccanica era una televisione ancora in uno stadio embrionale che si diffuse solo in alcuni Stati del mondo e in aree geografiche molto limitate.
In Italia non si diffuse bensì fu solo sperimentata dal 1937 per poi essere sostituita completamente dalla televisione elettronica già nel 1939. Nel corso degli anni 1930 iniziarono a svilupparsi in Europa i primi tentativi di trasmissione regolare di programmi televisivi; i paesi all'avanguardia erano l'Inghilterra, dove alla vigilia della seconda guerra mondiale risultavano in circolazione circa 20.000 videoricevitori venduti direttamente al pubblico, e la Francia.
La prima diretta televisiva sportiva avvenne nell'estate del 1936 nella Germania nazista con i Giochi della XI Olimpiade a Berlino, essi furono trasmessi tramite cavo coassiale in diretta, per un totale di otto ore giornaliere, in 27 luoghi pubblici tra Berlino e Lipsia e tra Berlino e Monaco.La televisione elettronica
La televisione elettronica fu realizzata per la prima volta il 7 settembre 1927 dall'inventore statunitense Philo Farnsworth nel proprio laboratorio di San Francisco e iniziò a diffondersi dal 1928 negli Stati Uniti e dall'anno successivo in Europa. La definizione è dovuta al fatto che sia l'apparecchio di ripresa delle immagini sia quello di visione erano realizzati con un dispositivo elettronico, il tubo a raggi catodici, inventato dal fisico tedesco Ferdinand Braun nel 1897. Questa tecnologia è tuttora utilizzata: è stata tuttavia sostituita negli apparecchi di ripresa (telecamera), dai sensori CCD e CMOS, mentre negli apparecchi di visione (televisore, monitor e videoproiettore), dalla tecnologia al plasma, a cristalli liquidi (LCD), OLED e altre ancora in fase sperimentale.

## La televisione digitale
La densità di calcolo necessaria per una televisione digitale diventa alla portata del consumatore medio solo negli anni '90 del XX secolo. Infatti nel 1994, negli Stati Uniti, la Hughes Electronics diede avvio al primo servizio di TV digitale via satellite con la Direc TV mentre in Italia circa un anno dopo seguirono i servizi digitali satellitari di Telepiù.
Nel 1998 sono iniziate le trasmissioni di prova della televisione digitale terrestre, con il passaggio al DTTV come Analog Switchoff (ASO) o Digital Switchover (DSO). In Italia il passaggio da analogico a digitale terrestre, il cosiddetto switch-off, previsto con una legge del 2004 per il 31 dicembre 2006, fu completato solo nel 2012; dal 2024 il DVB-T - prima generazione dello standard per la trasmissione digitale - è sostituito dal sistema della generazione successiva, il DVB-T2.

## Cronologia
- 1929: iniziano a Roma e Milano gli esperimenti di trasmissione delle immagini utilizzando il disco di Nipkow.
- 1932: nel Regno Unito vengono trasmessi programmi sperimentali dalla BBC col sistema Baird e successivamente col sistema Emitron (1934).
- 1935: il 22 marzo viene messo in onda dalla Germania nazista il primo programma televisivo regolare del mondo, costituito da quattro ore e mezzo di trasmissioni settimanali.
- 1936: viene dato un impulso alla visione di massa in occasione della XI Olimpiade di Berlino. Secondo alcuni la trasmissione del discorso del dittatore Adolf Hitler durante la cerimonia di apertura è stata la prima con una potenza sufficiente a superare l'orbita terrestre[7].
- 1936: inizia in Italia il monopolio radiotelevisivo con il codice postale e la convenzione per la concessione in esclusiva delle radioaudizioni circolari dell'EIAR (Ente Italiano per le Audizioni Radiofoniche).
- 1936: 2 novembre: la BBC inizia regolari trasmissioni televisive in "alta definizione" dall'Alexandra Palace di Londra, alternando inizialmente gli standard televisivi Baird (240 linee per quadro) ed EMI-Marconi (405 linee).
- 1937: 10 maggio: l'incoronazione nel Regno Unito del re Giorgio VI è il primo evento trasmesso in diretta nella storia della televisione.
- 1939: il 30 aprile, in occasione dell'inaugurazione della Fiera Mondiale di New York, la NBC inizia negli USA regolari trasmissioni televisive.
- 1939: il 22 luglio a Monte Mario, vicino a Roma, entra in funzione un trasmettitore sperimentale televisivo dell'EIAR costruito dall'azienda italiana SAFAR, con una potenza di 2 kW.[senza fonte]
- 1939: 3 settembre: la BBC sospende i programmi televisivi in seguito allo scoppio della Seconda Guerra Mondiale; a questa data sono circa 20000 gli apparecchi riceventi in funzione nel Regno Unito.
- 1940: il 31 maggio anche il trasmettitore sperimentale di Roma Monte Mario cessa le trasmissioni per l'approssimarsi dell'entrata in guerra dell'Italia; la grande antenna verrà poi smontata e trafugata durante l'occupazione nazista.[senza fonte]
- 1941: 1º luglio: la NBC americana trasmette il primo spot pubblicitario televisivo (riguarda gli orologi Bulova).
- 1942: in gennaio le emittenti americane NBC e CBS sospendono le trasmissioni per il coinvolgimento degli USA nella guerra; solo 7000 sono comunque gli apparecchi televisivi in funzione nell'intero Paese, quasi tutti concentrati nella zona di New York.
- 1947: i delegati di 60 paesi presenti alla Conferenza mondiale delle radiocomunicazioni di Atlantic City decidono di chiamare "televisione" (in sigla "TV") la trasmissione a distanza delle immagini in movimento.
- 1954: il 3 gennaio alle ore 11:00 ha inizio il servizio televisivo italiano, con il canale Programma Nazionale, progenitore di Rai 1.
- 1955: negli Stati Uniti iniziano le prime trasmissioni a colori.
- 1956: le VII Olimpiadi invernali di Cortina d'Ampezzo sono le prime ad essere trasmesse in eurovisione. Quattro anni dopo toccherà alle Olimpiadi di Roma.
- 1960: la TV si diffonde molto rapidamente: in quell'anno è diffusa in cinquantasei paesi (un decennio più tardi, nel 1970 saranno pressoché raddoppiati: ben 104). Inoltre con la sentenza n. 59 del 6 luglio 1960 la Corte costituzionale ribadisce la legittimità del monopolio radiotelevisivo pubblico.
- 1961: il 4 novembre in Italia cominciano le trasmissioni del canale Secondo Programma, diventato Rai 2.
- 1962: l'11 luglio ha luogo il primo esperimento di trasmissione in mondovisione attraverso il satellite artificiale Telstar
- 1964: in California nasce la prima pay-TV. Nello stesso anno, la XVIII Olimpiade di Tokyo è il primo grande evento sportivo trasmesso in mondovisione via satellite.
- 1967: In Francia e Germania iniziano le trasmissioni a colori.
- 1969: tra il 20 e il 21 luglio l'uomo sbarca sulla Luna: la trasmissione 25 ore sulla Luna - ricordata anche con il titolo L'uomo sulla luna - dura 28 ore consecutive in diretta televisiva via satellite viene seguita in mondovisione da più di 500 milioni di persone. In quella notte ha luogo una discussione tra i giornalisti Tito Stagno (da Roma) e Ruggero Orlando (in collegamento telefonico da Houston), che non concordano sul momento esatto dell'allunaggio: questo battibecco passa alla storia della televisione entrando a far parte dell'immaginario collettivo di molti telespettatori[8].
- 1974: cominciano ad arrivare le prime reti estere Telemontecarlo, TV Koper Capodistria e TV Svizzera.
- 1976: la RAI introduce nella TV italiana via etere il colore, già presente da tempo in altri paesi (le prime videocamere a colori, negli Stati Uniti, erano già in circolazione sperimentale durante la seconda guerra mondiale).
- 1977:in Italia riguardo alle trasmissioni a colori, terminano le trasmissioni sperimentali e iniziano le trasmissioni regolari.
- 1979: nasce la Terza Rete RAI e di seguito Rai 3, ma più tardi nasce anche il Tg3.
- 1984: la Fininvest di Silvio Berlusconi ha tre canali Rete 4, Canale 5 e Italia 1.
- 1985: iniziano i primi esperimenti di TV ad alta definizione: vengono realizzati alcuni videoclip e documentari, ma l'idea non trova ancora realizzazione pratica perché la tecnologia ancora non è diffusa commercialmente su larga scala.
- 1990: viene fondata Telepiù S.p.A. che di lì a breve trasmetterà TELE+ quale prima pay per view in Italia.
- 1993: Miro Allione fonda Stream S.p.A. che fornirà servizi di pay per view con la piattaforma Stream TV.
- 1997: lo schermo a tubo catodico cessa di essere l'unica tipologia di display usata nei televisori, con la comparsa dei primi apparecchi al plasma.
- 2000: la tecnologia LCD (Liquid Crystal Display), nata per i monitor dei personal computer, viene adottata anche nella costruzione degli apparecchi televisivi, dotata di retro-illuminazione degli schermi prima a fluorescenza e poi a LED.
- 2003: Telepiù e Stream vengono acquistate dalla News Corporation ed i loro prodotti confluiscono in Sky Italia.